# Screen International
Screen International — британський кіножурнал, що висвітлює міжнародний кінобізнес. Його видає Media Business Insight, британська B2B медіакомпанія.
Журнал орієнтований насамперед на тих, хто працює у світовому кінобізнесі. Журнал у його нинішньому вигляді був заснований у 1975 році, а його вебсайт, Screendaily.com, з'явився у 2001 році.
Screen International також випускає щоденні публікації на кінофестивалях у Берліні (Німеччина), Каннах (Франція), Торонто (Канада), Санта-Моніці (США) та Гонконгу.

## Screen Daily
Окрім друкованого журналу, Screen International підтримує вебсайт Screen Daily, який надає можливість ознайомитися з кіноіндустрією в режимі реального часу.

## Редактори
- Пітер Нобл (1975–1979)[3]
- Квентін Фалк (1979–1982)[4]
- Колін Вайнс (1982–1983)[3]
- Едріан Годжес (1982–1983)[3]
- Террі Ілотт (1983–1987)
- Нік Роддік (1987–1988)
- Оскар Мур (1991–1994)[5]
- Бойд Ферроу (1995–1998)
- Колін Браун (1998–2008)
- Майкл Ґаббінс (2004–2009)
- Майк Ґудридж (2009–2012)
- Венді Мітчелл (2012–2014)
- Метт Мюллер (2015–наш час)